# Delia annularis
Delia annularis este o specie de muște din genul Delia, familia Anthomyiidae, descrisă de Tiensuu în anul 1946. Conform Catalogue of Life specia Delia annularis nu are subspecii cunoscute.